# 베를린 스파이
베를린 스파이(Funeral In Berlin)는 영국에서 제작된 가이 해밀턴 감독의 1966년 영화이다. 마이클 케인 등이 주연으로 출연하였다.

## 출연

### 주연
- 마이클 케인
- 폴 허브쉬미드

### 조연
- 오스카 호몰카
- 에바 렌지
- 가이 돌먼
- 휴 버든

## 제작진
- 미술: 켄 애덤